# Мишел Онфре
Мишел Онфре (рођен 1. јануара 1959) је савремени француски писац и филозоф који промовише хедонизам, атеизам[2] и анархизам. Плодан је аутор и написао је преко 80 књига.
Славу је стекао због својих књига Traité d'athéologie: Physique de la métaphysique (у преводу Атеистички Манифест: случај против хришћанства, јудаизма и ислама), Politique du rebelle: traité de résistance et d'insoumission, Physiologie de Georges Palante, portrait d'un nietzchéen de gauche, La puissance d'exister and La sculpture de soi.

## Биографија
Онфре је рођен у породици Норманнских сељака, али су га родитељи оставили у католичком сиротишту (његова мајка је била смештена у истом том сиротишту у својој младости). Превазишао је ове прве тешкоће и успео је да докторира филозофију. Предавао је овај предмет ђацима у техничком средњој школи у Кану између 1983. и 2002. године, пре него што основао Université populaire de Caen, бесплатан универзитет основан на принципу Мишеловог манифеста из 2004. године La communauté philosophique.
Онфреова књига Traité d'Athéologie је била једна од најпродаванијих књига у Француској месецима када је објављена у пролеће 2005. Имала је одличан успех и у Италији, где је објављена у септембру 2005. Брзо је била број један у Италији на листи бестселера.
Његова књига Le crépuscule d'une idole : L'affabulation freudienne објављена 2010. године је била предмет озбиљних спорова у Француској због критике Фројда. Он признаје да Фројда као филозофа, али скреће пажњу на значајне трошкове Фројдових поступака и доводи у питање ефикасност његових метода. Онфреу је атеиста и аутор Атеистичког Манифеста.
Онфре је 2015. објавио "Космос", прву књигу трилогије. Иронично сматра да је то његова "прва књига".

## Филозофија
Онфре пише да нема филозофије без сопствене психоанализе. Себе описује као атеисту и сматра теистичке религије изговором.

### Поглед на историју западне филозофије и филозофског пројекта
Онфре је објавио 9 књига у оквиру пројекта "Историја филозофије" под називом Контра-историја филозофије. У свакој од ових књига се бави одређеним историјским периодом у западној филозофији. Серија књига се састоји од: I Les Sagesses Antiques (2006) (о западној антици), II Le Christianisme hédoniste (2006) (хришћански хедонизам од ренесансног периода), III Les libertins baroques (2007) (о бароку), IV Les Ultras des Lumières (2007) (о радикалном добу просветитељства), V L'Eudémonisme social (2008) (o утилитаризму), VI Les Radicalités existentielles (2009) (о радикалном егзистенцијализму 19. и 20. века), VII La construction du surhomme: Jean-Marie Guyau, Friedrich Nietzsche (о концепту Надчовека), VIII Les Freudiens hérétiques (2013) и IX Les Consciences réfractaires (2013).

### Хедонизам
Онфре описује хедонизам "како интроспективни однос према животу заснован на задовољству себе и задовољству других, без наношења штете себи или било ком другом". "Његов филозофски пројекат је да се дефинише етички хедонизам, радосни утилитаризам и генеричка естетика сензуалног материјализма, који истражују како да се користе мозак и тело у највећој могућој мери – док се филозофији враћа њена важна улога у уметности, политици, свакодневном животу и одлукама".
Његови радови "су проучавали филозофске резонанце и компоненте (и проблеме) науке, уметности, гастрономије, секса и сензуалности, биоетике, вина и писања."
Његова филозофија је усмерена на "микро-револуције" или "револуције појединаца и малих група истомишљеника који живе по својим хедонистическим и либералним вредностима".

### Анархизам
Однедавно је почео да користи термин постанархизам да опише свој приступ политици и етици. Залаже се за анархизам као "Орвел, la philosophe Симон Веј, Жан Гренер, la French Theory avec Фуко, Делез, Бурдје, Гутари, Лиотар, le Derrida de Politiques de l'amitié et du Droit à la philosophie, mais aussi Mai 68", ничеовски устанак у циљу да стављања тачке на "једну" истину и довођење разноврсности као доказа истине да би нестале аскетске хришћанске идеје и јавиле се нове могућности постојања".

#### Политички хедонизам
У La puissance d'exister: Manifeste hédoniste, Онфре тврди да политички аспект хедонизма постоји од Епикура до Џона Стјуарта Мила преко Џеремија Бентама. Политички хедонизам тежи да створи највећу срећу за највећи број људи.

### Атеизам
Блогер Ј. М. Корнвел је похвалио Онфреов Атеистички манифест: случај против хришћанства, јудаизма и ислама, тврдећи да је то "верска и историјска капсула времена", која садржи оно што он види као "праве обмане теолошке филозофије".
Онфре однедавно промовише рад Жана Мелијеа, католичког свештеника из 18. века који је тајно написао књигу филозофских есеја који промовишу атеизам.

## Université Populaire
Онфре је био професор филозофије у средњој школи две деценије, све док није отишао у пензију 2002. године да би основао Université populaire de Caen (Народни Универзитет у Кану), на ком он и неколико његових колега предају филозофију и друге предмете.
"Народни Универзитет, који је отворен за свакога ко није на државном универзитету, по принципу не прихвата никакав новац од државе. Онфре користи приходи од његових књига да помогне финансирању и универзитет је имао оргоман успех. Заснован је на принципима Онфреове књиге La Communauté Philosophique: Manifeste pour l'Université Populaire (2004), и сада има имитаторе у Пикардији, Арасу, Лиону, Нарбони и Ле Ману, а још 5 је у припреми."
Национална јавна радио мрежа Француска култура емитује његова предавања на универзитету о филозофским темама."